# Molen van Terbruggen
De Molen van Terbruggen (ook: Molen Schins) is een watermolen op de Geul, gelegen aan Rue de Terbruggen 50 te Gemmenich.
De molen bevindt zich in buurtschap Terbruggen en ligt enkele honderden meters verwijderd van de kern van Sippenaeken.
Het is een middenslagmolen die fungeerde als korenmolen.

## Geschiedenis
De molen werd gebouwd in 1801. Na de Tweede Wereldoorlog werd alleen nog veevoer gemalen. Ook werden lijnkoeken gebroken. De activiteit liep geleidelijk terug, evenals de opbrengsten, zodat het maalbedrijf in 1984 werd stilgelegd. Op de haverpletter en de koekbreker na is het binnenwerk nog intact en ook het rad is nog aanwezig.
Van 1990-2000 werd de molen gerestaureerd. Hoewel de molen particulier bezit is, is ze in erfpacht aan de Toeristische Dienst van Gemmenich gegeven, die onder meer rondleidingen verzorgt.
Het betreft een bakstenen gebouw, waarbij de deur en vensters hardstenen omlijstingen hebben. Het is de enige nog werkende molen op het Belgische deel van de Geul.

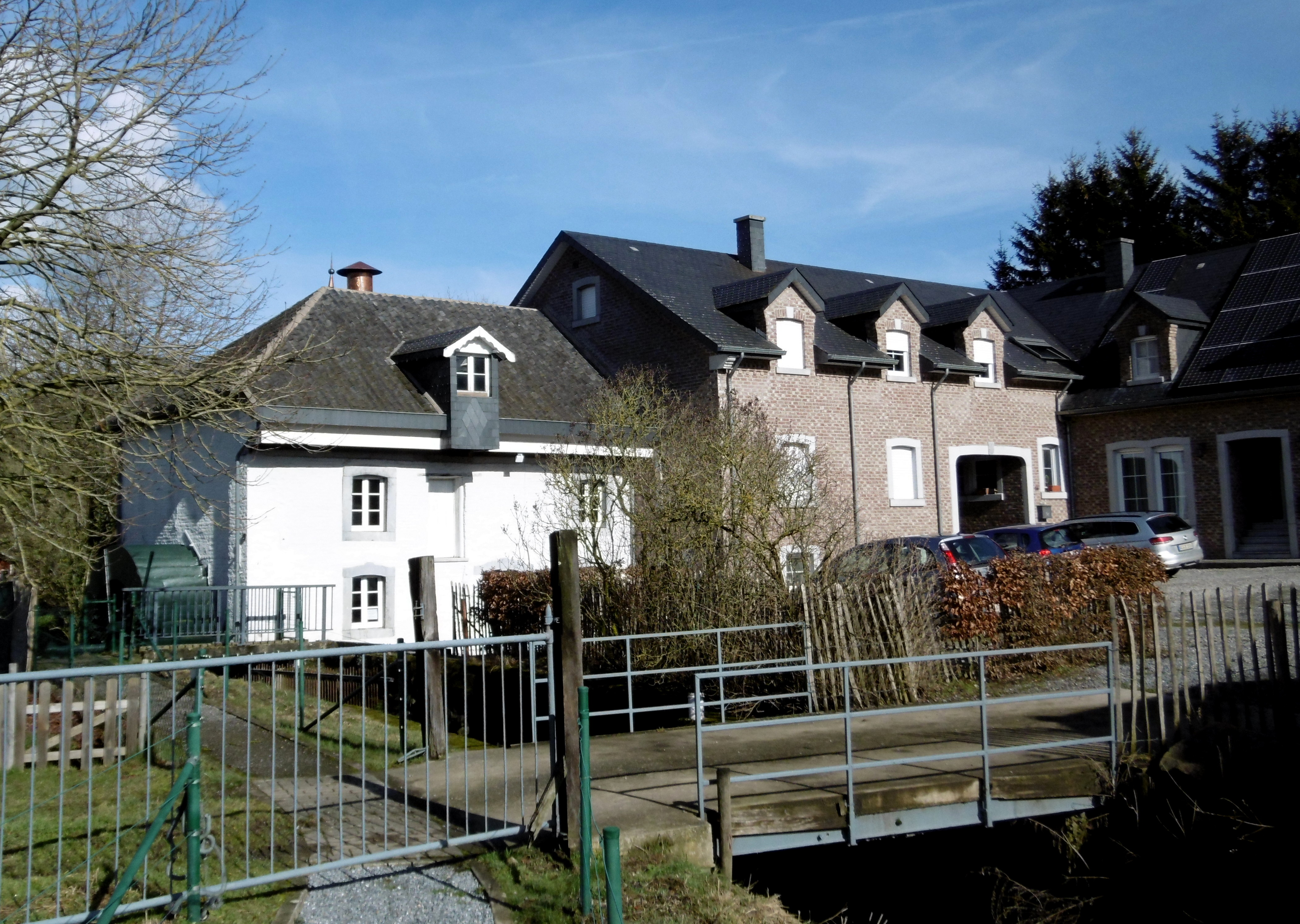
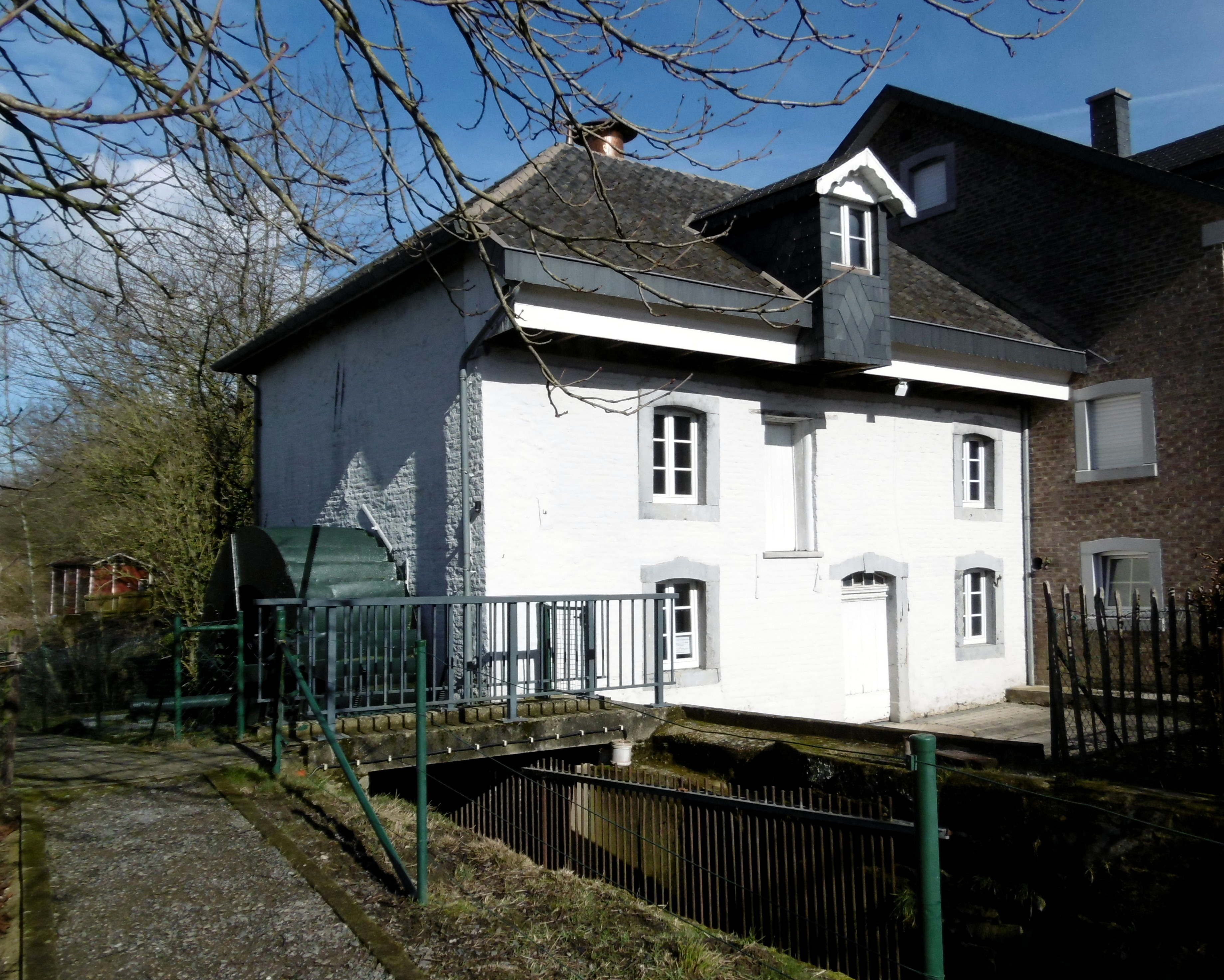
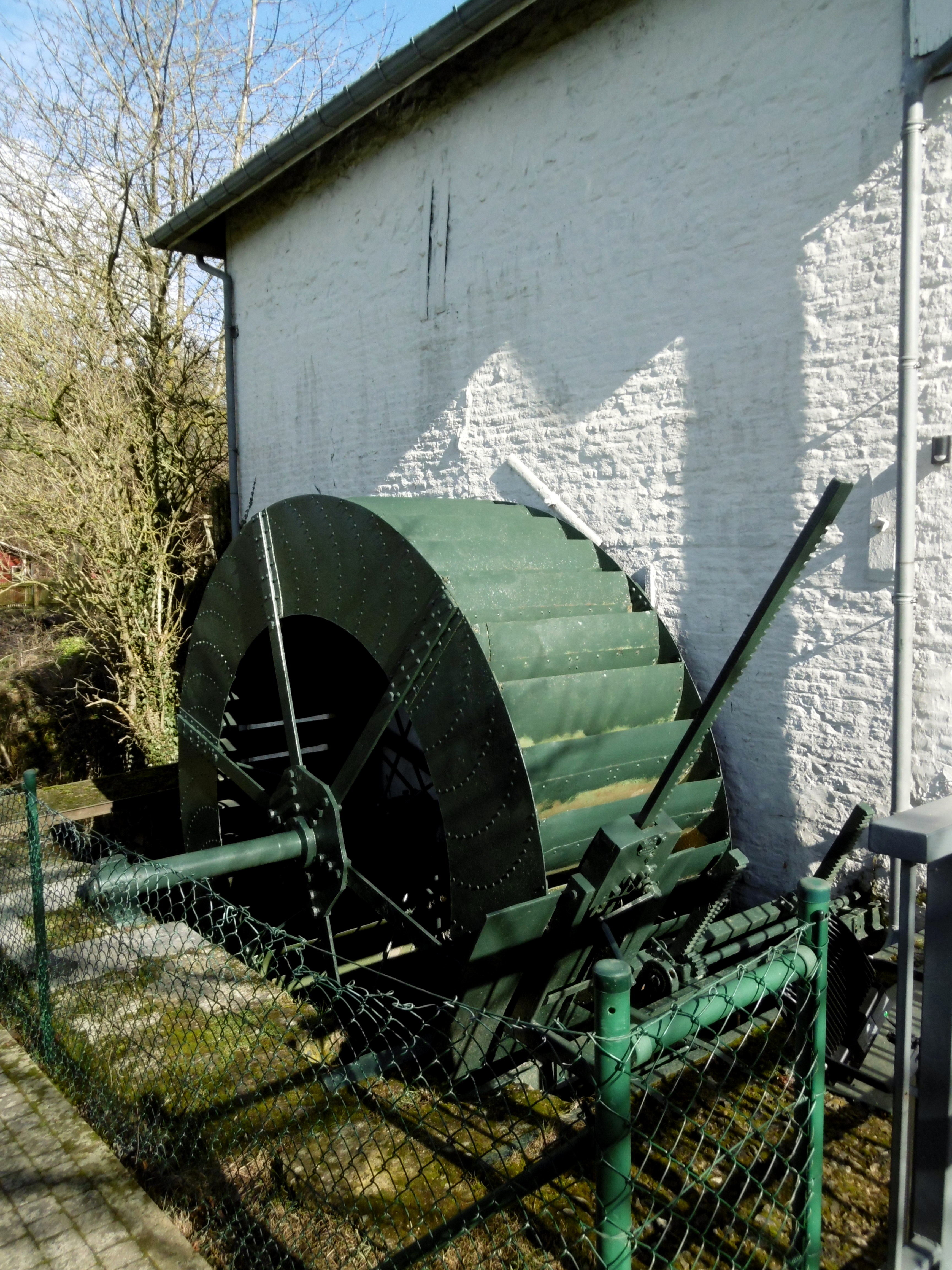
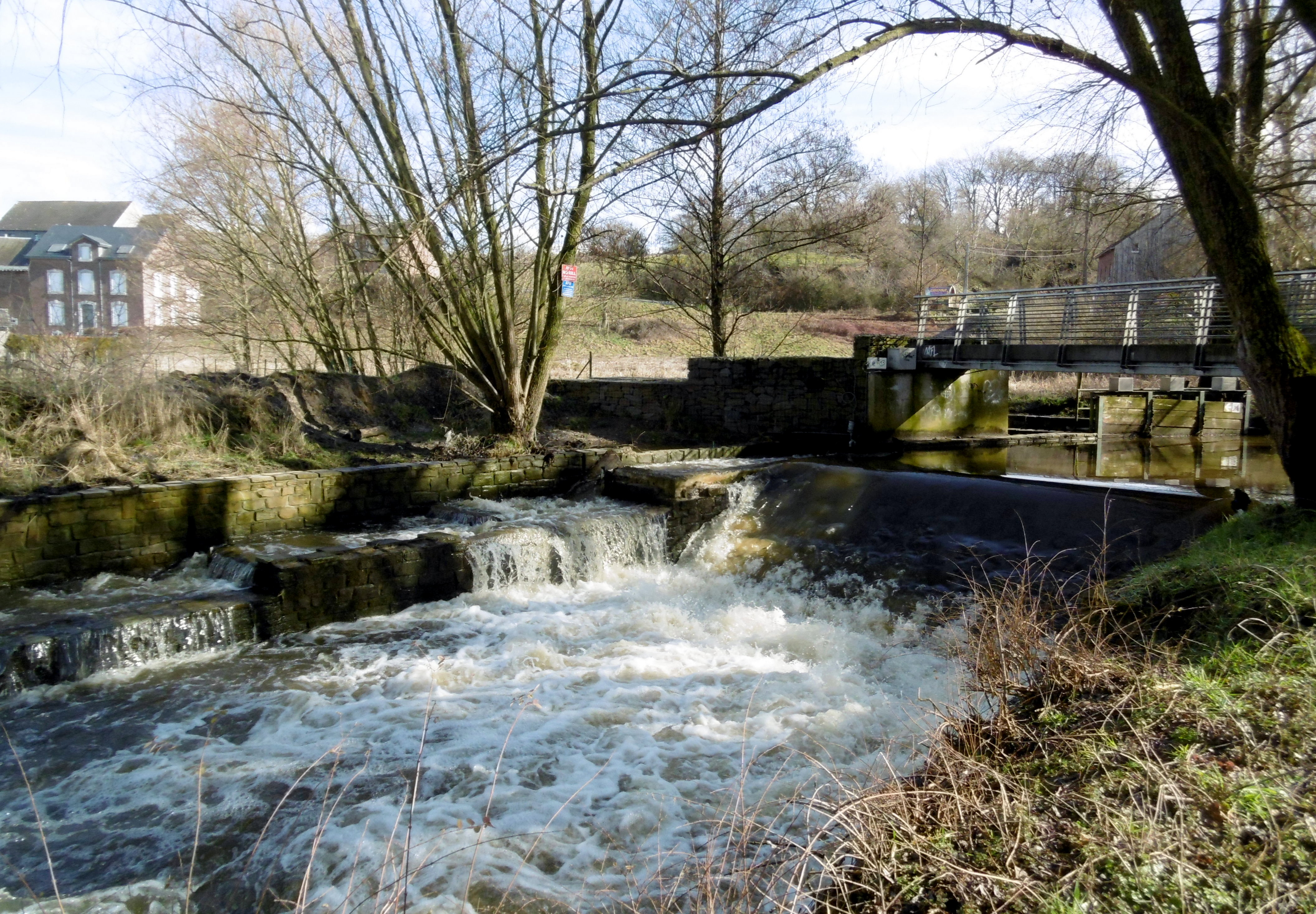